# People (Album)
People ist das achte Studioalbum der New Yorker Artrock-Band Skeletons. Es wurde am 26. April 2011 veröffentlicht.

## Hintergrund
Auf „People“ verarbeitet Bandkopf Matthew Mehlan die surrealen Aspekte realer Ereignisse; so handelt etwa „Tania Head“ von der gleichnamigen Frau, die vorgab, die Terroranschläge am 11. September 2001 im World Trade Center überlebt zu haben, und so zu kurzzeitige Berühmtheit erlangte.„Walmart and the Ghost of Jimm“ handelt von einem Mann, der beim traditionellen „Black Friday Sale“ in einer Wal-Mart-Filiale zu Tode kam.

## Stil und Rezeption
Die für Skeletons typische stilistische Vielfalt ist auch auf diesem Album vorhanden, sie reicht von Gitarrenfeedback („Barack Obama Blues“) bis hin zu Pink-Floyd-Einflüssen („Tania Head“). Im bisherigen Schaffen der Band gilt „People“ dennoch als zugänglichstes Werk. Andreas Hofmann schrieb auf den Babyblauen Seiten:

„Die allzu irritierenden Momente der anderen Alben fehlen auf „People“ bzw. wirken angenehm entschärft, ohne dass die immer noch irgendwie eigenartig verschachtelten Songs dabei an Schärfe verlieren. Dieses Mal erzählt Mehlan vor allem (wahre!) Geschichten und schafft es damit, selbst die krudesten Kompositionen zu entkrampfen.“

## Titelliste
1. L’il Rich (6:32)
2. Grandma (7:28)
3. More than one thing (3:12)
4. Walmart and the Ghost of Jimm (3:51)
5. No (2:27)
6. Tania Head (5:11)
7. Barack Obama Blues (8:41)
8. People (3:31)